# Pierre d'Angicourt
Pierre d'Angicourt in francese Pierre de Angicourt, in latino Petrus de Angicuria (Angicourt, ... – fl. 1269 - 1284) è stato un architetto francese, al servizio per circa trent'anni dei sovrani angioini del Regno di Sicilia durante la seconda metà del XIII secolo.
Iniziò la sua carriera presso il regno di Sicilia come magister, e maczoniero, guadagnò il titolo di miles, rientrando nella cerchia ristretta di Carlo I d'Anjò, attestandosi come familiares, e dal 1278 lavorò come Protomagister operum Curie e contribuì alla diffusione della cultura gotica francese nell'Italia meridionale. Si ritiene tra le altre cose attribuibile a lui l'introduzione dell'uso delle mura a scarpa e delle torri di difesa circolari nella ristrutturazione dei castelli angioini dell'Italia meridionale sul finire del XIII secolo. Ebbe in dono dal sovrano i territori di Montoroni e Mallani in Basilicata.
Tra le opere in cui è documentata la sua partecipazione attiva vi sono i castelli di Lucera dal 1269 al 1282, Canosa dal 1271, dal 1277 operò presso Bari, Barletta, Mola di Bari, Villanova di Ostuni, Brindisi, Melfi, Manfredonia, la torre della Leonessa. 
Inoltre sono molto discusse e nell'ordine delle ipotesi, le attribuzioni del coro della cattedrale di Barletta, di Castel Nuovo, oltre alle chiese napoletane di San Domenico, San Gennaro, Sant'Eligio e alla Basilica di San Lorenzo Maggiore; non è accertato inoltre il suo probabile ruolo di castellano di Castel dell'Ovo del 1300.